# Bizovac
Bizovac – wieś w Chorwacji, w żupanii osijecko-barańskiej, siedziba gminy Bizovac. W 2011 roku liczyła 2043 mieszkańców.